# Dyscophinae
Dyscophinae – monotypowa podrodzina płazów bezogonowych z rodziny wąskopyskowatych (Microhylidae). 

## Zasięg występowania
Podrodzina obejmuje gatunki występujące endemicznie na Madagaskarze.

## Systematyka

### Podział systematyczny
Do podrodziny należy jeden rodzaj z następującymi gatunkami:
- Dyscophus antongilii Grandidier, 1877 – piękniś pomidorowy[9]
- Dyscophus guineti (Grandidier, 1875)
- Dyscophus insularis Grandidier, 1872